# Crambidia lithosioides
Crambidia lithosioides là một loài bướm đêm thuộc phân họ Arctiinae, họ Erebidae.